# 三宅家義

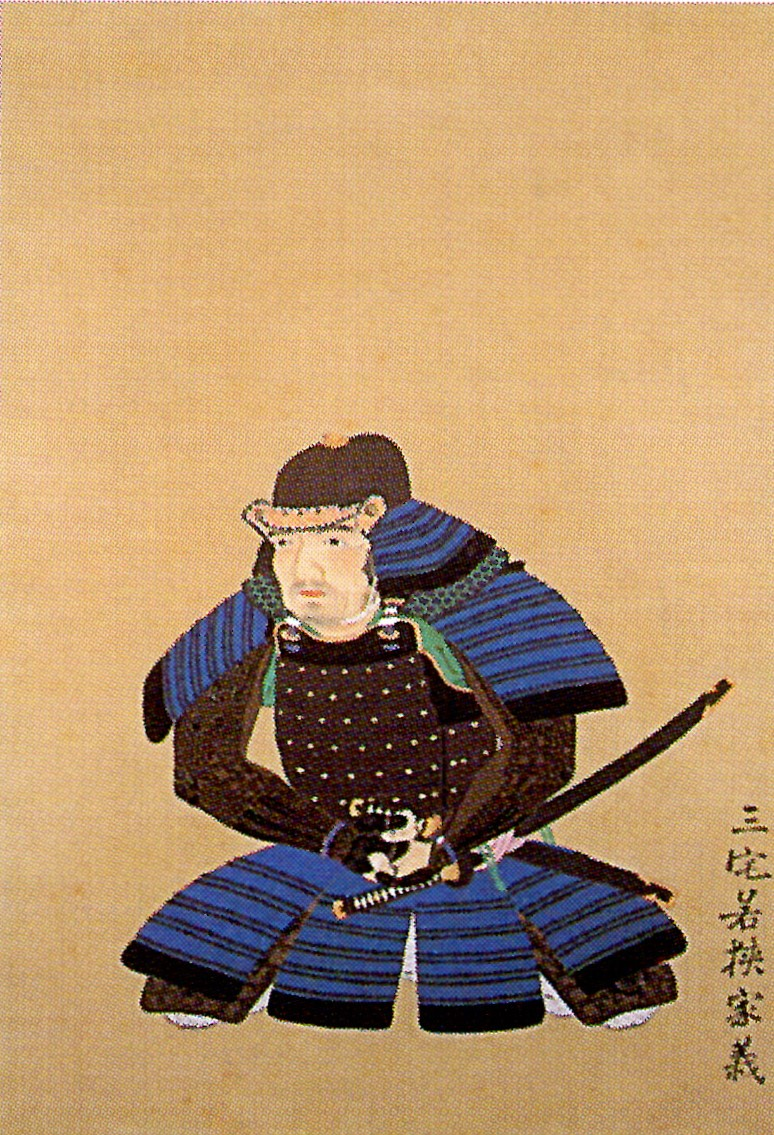
三宅若狭家義（福岡市博物館蔵）

三宅 家義（みやけ いえよし、天文17年（1548年） - 元和5年10月16日（1619年11月21日））は、戦国時代から江戸時代の武将、福岡藩士。通称は山太夫（さんだゆう）、藤十郎（とうじゅうろう）、若狭守。諱は家茂とも。黒田二十四騎の一人。

## 概要
摂津国三宅城主の家系に三宅次太夫の子として生まれ、天文22年（1553年）に三宅城が三好氏に攻められて落城すると、父と共に脱出した。それ以後は渡り奉公をしていたようであるが、明確なことは不明である。天正3年（1575年）、黒田孝高に取り立てられ、300石を与えられる。

## 動向
天正5年（1577年）の第一次上月城の戦いで、支城の大の山城を囲んだ際、「自分に命じていただければ、あのような小城を落とすのは朝飯前」と発し、孝高によりその度胸を褒められて、通称を『孫子』の「動かざること山の如し」から採って「山太夫」と改める。その後、自身の発言通り一人で城に乗り込んで敵を降伏させた。
天正15年（1587年）の城井鎮房の反乱の際には、鎮房へ降伏を勧める使者を4度にわたって務め、城井朝房と鶴姫を人質に出させることに成功した。その功績により、黒田長政から刀と1,500石を与えられた。文禄の役でも戦功を挙げたが、三宅家中の者が陣所で小屋を一軒焼く火災を起こしてしまい、それまでの功績から切腹は免れたものの、恩賞としての加増はされなかった。
慶長6年（1601年）、黒田家が筑前国に入国した後は3,600石を拝領し、若松城代となる。その他、代官料1万石を預けられ、水軍を統括する船手頭にも任命されている。慶長9年（1604年）、孝高の死後、長政により「若狭守」の受領名を与えられた。
元和5年（1619年）10月16日死去。享年72。

### 家義の死後
子の忠兵衛は長政に近習として仕え、500石を領していたが、長政の正室・栄姫の侍女に手を出すという不祥事を起こしたため、栄姫に切腹を求められたものの、長政の取り成しで追放処分に留まった。これにより、家義の遺領も没収されて家は断絶している。